# Parc national d'Uluṟu-Kata Tjuṯa
Le parc national d'Uluṟu-Kata Tjuṯa, auparavant appelé parc national d'Uluru (Ayers Rock-Mont Olga), est un parc national classé au patrimoine mondial par l'UNESCO. Il est situé dans l'arrière-pays au centre de l'Australie, plus précisément au sud du Territoire du Nord, à proximité de la ville d'Alice Springs.
Il est l'un des six parcs nationaux d'Australie administré directement par le gouvernement du Commonwealth, les autres étant gérés par les États.

## Histoire
Les Européens pénètrent dans le désert australien dans les années 1870. Les monolithes d'Uluṟu/Ayers Rock et des Kata Tjuṯa/monts Olgas furent cartographiés durant l'expédition montée pour la construction de la ligne télégraphique d'Overland (Australian Overland Telegraph Line) en 1872.
Dans deux expéditions séparées, William Ernest Powell Giles et William Christie Gosse sont les premiers explorateurs européens dans la région. En 1872, Ernest Giles découvre un massif de dômes d'arkoses en inselbergs depuis le Kings Canyon et les nomment Monts Olga, l'année suivante Gosse découvre un autre inselberg et le nomme Ayers Rock, du nom de Sir Henry Ayers, le premier ministre d'Australie-Méridionale de l'époque.
D'autres expéditions suivent afin d'étudier les possibilités d'élevage dans la région. 

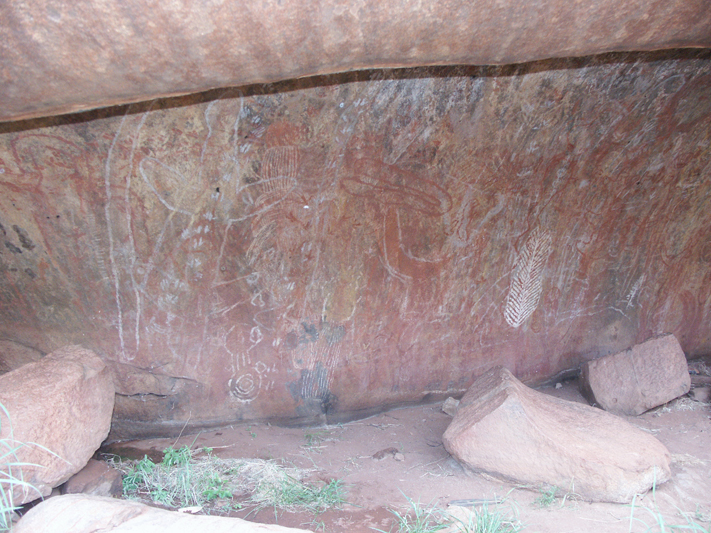
Dessin aborigène sur les rochers d'Uluṟu/Ayers Rock

À la fin du XIXe siècle et au début du XXe siècle, les rapports entre les autochtones (la tribu des Anangu) et les fermiers européens sont conflictuels, la compétition pour les ressources entraîne des réactions violentes et nécessite une présence policière accrue. Entre 1918 et 1921, de larges portions de l'Australie-Méridionale, de l'Australie-Occidentale et du Territoire du Nord sont déclarées réserves d'aborigènes. En 1920, une partie du parc est déclarée réserve aborigène (sous le nom de South-Western ou Petermann Reserve) par le gouvernement australien.
Les premiers touristes arrivent en 1936, en 1948 le premier véhicule touristique pour Uluṟu/Ayers Rock voit le jour. Vers la fin des années 1950 un service de bus touristiques se met en place. En 1958 pour répondre à l'accroissement de la pression touristique, la région actuelle du parc est détachée de la Petermann Aboriginal Reserve pour devenir l'Ayers Rock - Mt Olga National Park sous l'égide de la Northern Territory Reserves Board. Le premier ranger est une figure mythique de l'Australie intérieure, Bill Harney. En 1959 un motel est construit puis un aérodrome.
L'Aboriginal Land Rights (Northern Territory) Act est promulgué en 1976, il signifie qu’après plusieurs années de luttes, les droits aborigènes sur la terre sont reconnus dans la loi australienne. En 1985, un accord de gestion partagée est conclu entre le service des parcs australiens et les aborigènes. Depuis le parc est géré en partenariat entre les autochtones et les services de l'État.
En 1987, l’Uluru National Park est répertorié sur la liste du patrimoine mondial de l'UNESCO en tant que site naturel. En 1993 le nom du parc devient parc national d'Uluṟu-Kata Tjuṯa et l’année suivante il est listé sur la liste de l'UNESCO en tant que patrimoine et paysage culturel. Cette double reconnaissance montre bien le rôle de ce site dans la culture aborigène.

## Géographie
D'une superficie de 1 326 km2, ce parc a été créé en 1987 à la suite de l'inscription la même année d'Uluṟu/Ayers Rock, le plus grand monolithe du monde, au patrimoine mondial de l'Unesco.
Constitué d'une large plaine sablonneuse, les énormes rochers sont très liés à la culture aborigène. Les propriétaires traditionnels étant la tribu des Anangu.
Le parc est classé comme catégorie « II » par l'Union internationale pour la conservation de la nature (UICN), c'est-à-dire comme un parc national.

## Faune
Le parc possède 25 espèces de mammifères, 74 de reptiles, 178 d'oiseaux et quatre de grenouilles.
Le kowari (Dasyucercus byrnei), un petit marsupial carnivore, est le seul mammifère listé comme vulnérable.
Le parc possède une riche faune reptilienne, le scinque du grand désert est listé comme vulnérable.

## Galerie

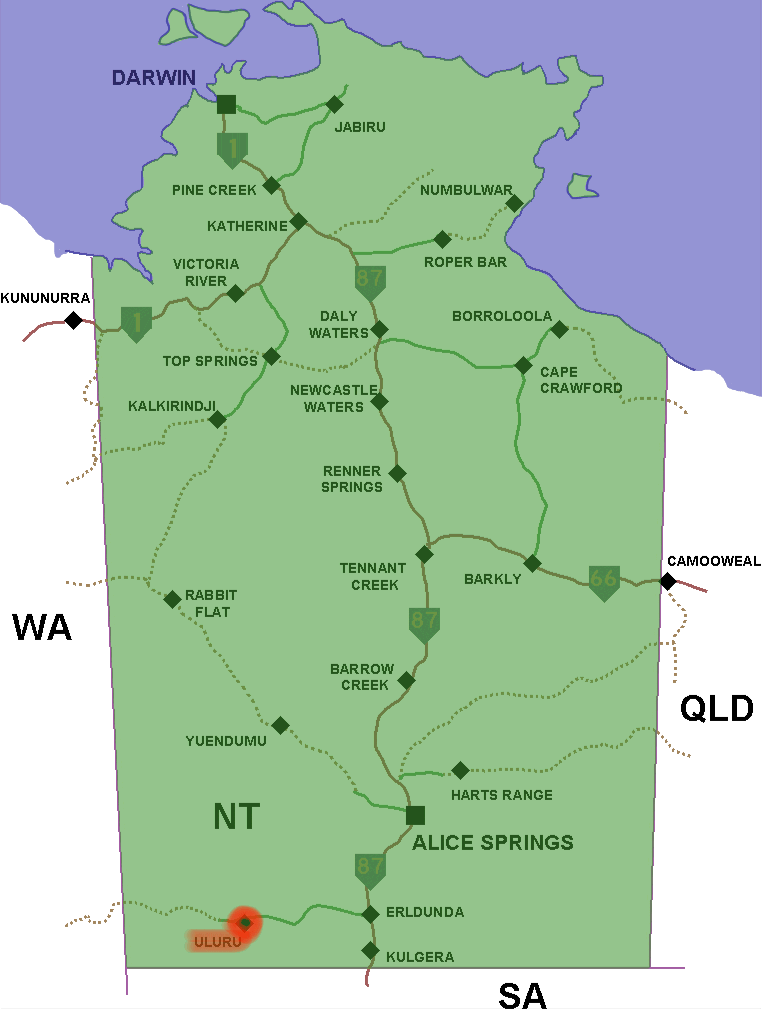
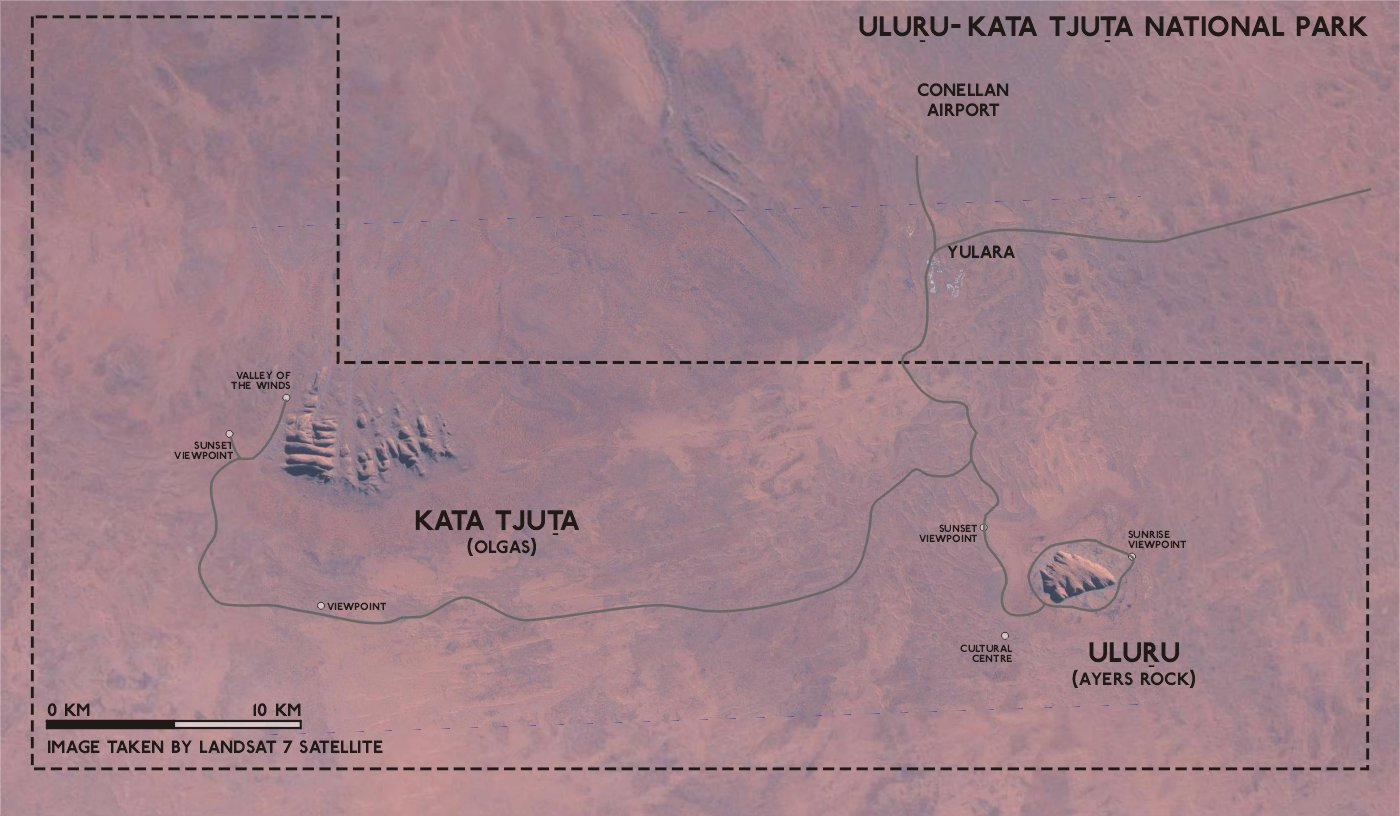
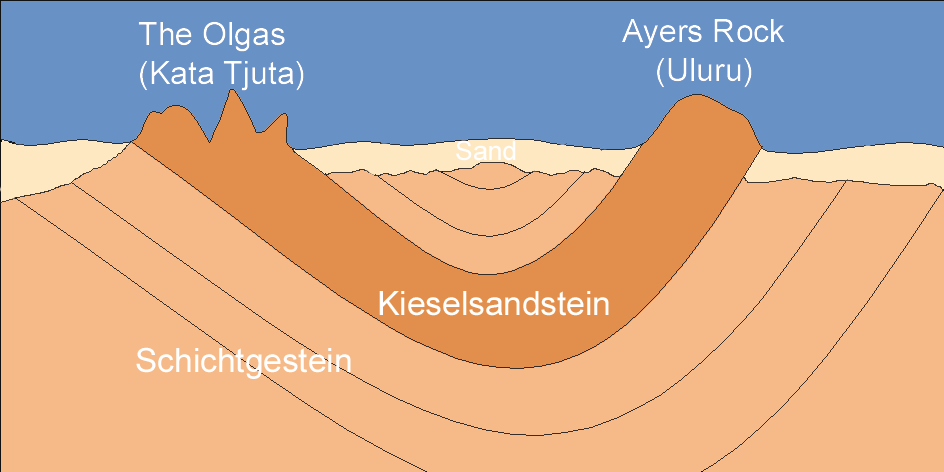

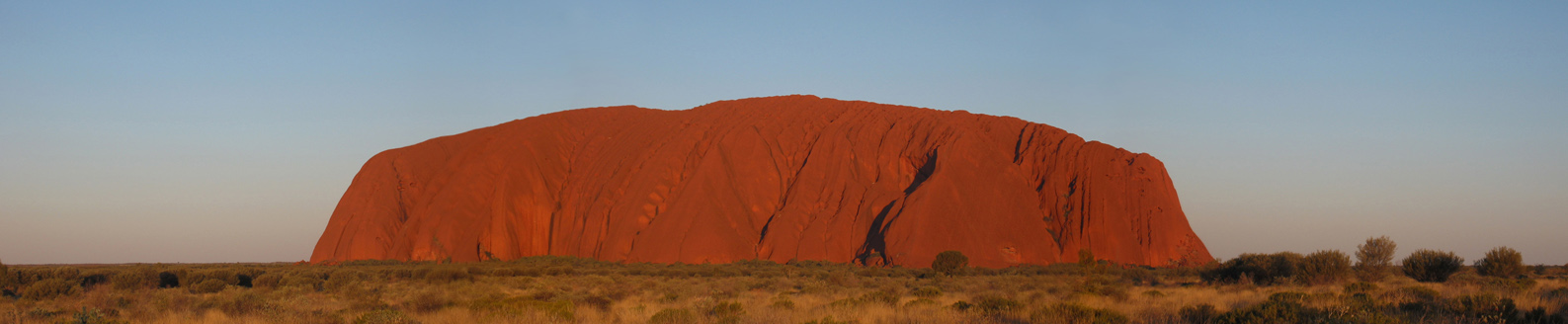
Vue panoramique d'Uluṟu/Ayers Rock.

Vue panoramique des Kata Tjuṯa/monts Olga.